# Siegfried Thomas
Siegfried Thomas (* 21. Januar 1930 in Lauta, Niederlausitz; † 4. November 1985 in Ost-Berlin) war ein DDR-Historiker.

## Leben
Thomas besuchte nach einer kaufmännischen Ausbildung (1949–1951) die Arbeiter-und-Bauern-Fakultät der Pädagogischen Hochschule in Potsdam und studierte dann Geschichte an der Staatlichen Universität Leningrad.
Ab 1956 war er Assistent am Institut für Deutsche Geschichte der Humboldt-Universität Berlin. 1960 wurde er wissenschaftlicher Mitarbeiter am Zentralinstitut für Geschichte der Akademie der Wissenschaften der DDR und 1971 Abteilungsleiter. Er befasste sich mit der deutschen Geschichte ab 1945, promovierte mit einer Untersuchung zur Entstehungsgeschichte der SED (1964 veröffentlicht als »Entscheidung in Berlin«) und verfasste zusammen mit Rolf Badstübner die Habilitationsschrift »Die Spaltung Deutschlands 19451949« (1966; erweiterte Neufassung: »Restauration und Spaltung«, 1975).